# Glukoza-1-fosfo-D-manozilglikoprotein fosfodiestaraza
Glukoza-1-fosfo--manozilglikoprotein fosfodiestaraza (EC 3.1.4.51, alfa-glukoza-1-fosfatna fosfodiesteraza) je enzim sa sistematskim imenom 6-(D-glukoza-1-fosfo)--manozilglikoprotein glukoza-1-fosfohidrolaza. Ovaj enzim katalizuje sledeću hemijsku reakciju
6-(-glukoza-1-fosfo)--manozilglikoprotein + H2O {\displaystyle \rightleftharpoons } alfa-D-glukoza 1-fosfat + D-manozilglikoprotein
Ovaj enzim je specifičan za produkt enzima EC 2.7.8.19, UDP-glukoza—glikoprotein glukoza fosfotransferaza.

## Literatura
- Nicholas C. Price; Lewis Stevens (1999). Fundamentals of Enzymology: The Cell and Molecular Biology of Catalytic Proteins (Third изд.). USA: Oxford University Press. ISBN 019850229X.
- Eric J. Toone (2006). Advances in Enzymology and Related Areas of Molecular Biology, Protein Evolution (Volume 75 изд.). Wiley-Interscience. ISBN 0471205036.
- Branden C; Tooze J. Introduction to Protein Structure. New York, NY: Garland Publishing. ISBN 0-8153-2305-0.
- Irwin H. Segel. Enzyme Kinetics: Behavior and Analysis of Rapid Equilibrium and Steady-State Enzyme Systems (Book 44 изд.). Wiley Classics Library. ISBN 0471303097.

## Spoljašnje veze
- Glucose-1-phospho-D-mannosylglycoprotein+phosphodiesterase на 